# Souza (Bonaléa)
Pour les articles homonymes, voir Souza.
Souza est une localité urbaine de la Région du Littoral au Cameroun, située dans la commune de Bonaléa.

## Géographie
Souza est située sur la route nationale 5 (axe Douala-Nkongsamba) à 107 km au sud du chef-lieu départemental Nkongsamba. La localité est à proximité de la limite communale entre Bonaléa et Dibombari.

## Population et développement
En 1967, la population cosmopolite de Souza était de 2309 habitants, essentiellement des Bankon (Abo), des Bassa et des Bamiléké. Elle était de 16 022 lors du recensement de 2005.
Souza abrite une mission protestante, une église catholique et un poste agricole.

## Quartiers et villages
Le groupement de Souza est divisé en 10 villages : Bekuma-Souza, Bonaberi-Suza, Bonasama-Souza, Grand-Souza, Kollo-Souza, Makemba-Suza, Mankoulang, Nkapa-Suza, Nkonpen, Nkonbiyang.

## Éducation
La localité compte plusieurs établissements secondaires :
- Lycée bilingue de Grand Souza
- CETIC de Souza
- Collège Dariustown de Souza-Nkongpen
- Collège bilingue Saint Herbert de Souza

## Cultes
La paroisse catholique du Christ Roi de Souza relève du diocèse de Nkongsamba.

## Économie
Le siège de la plantation Socapalm de Dibombari est installée depuis 1974 au sud de la localité à proximité de Nkapa.

## Galerie

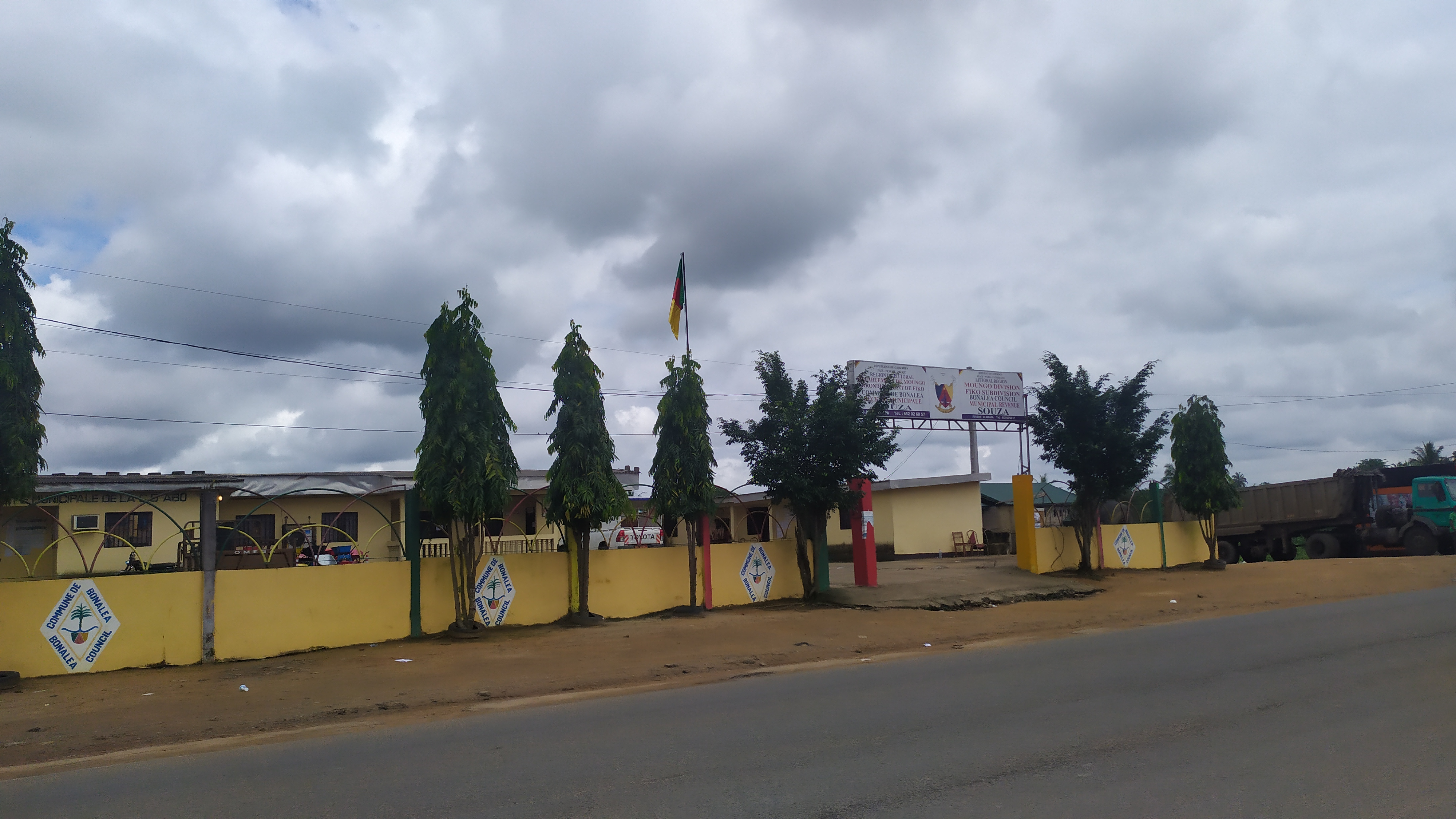
Recette Municipale Souza Gare
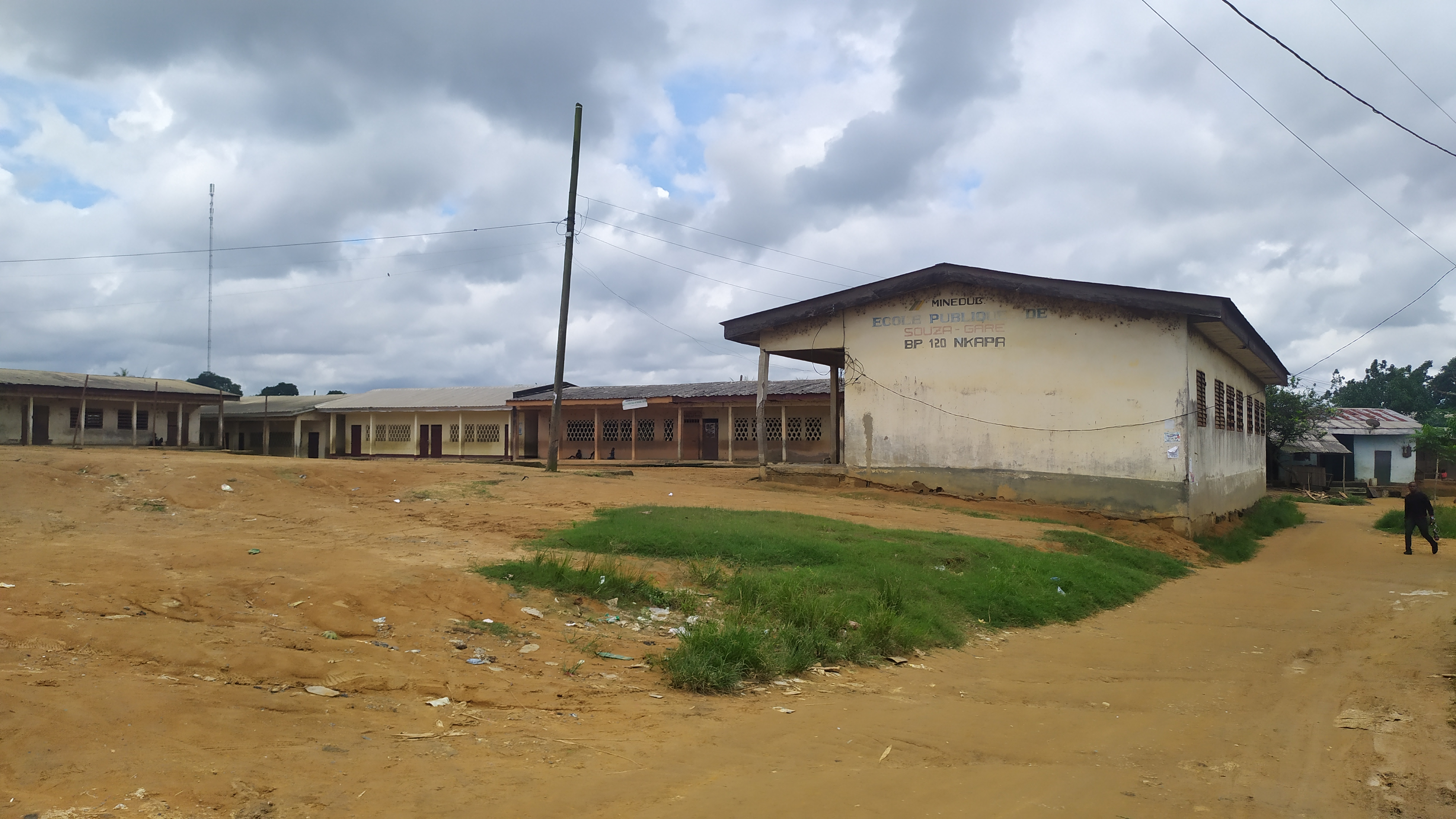
Ecole publique de Souza
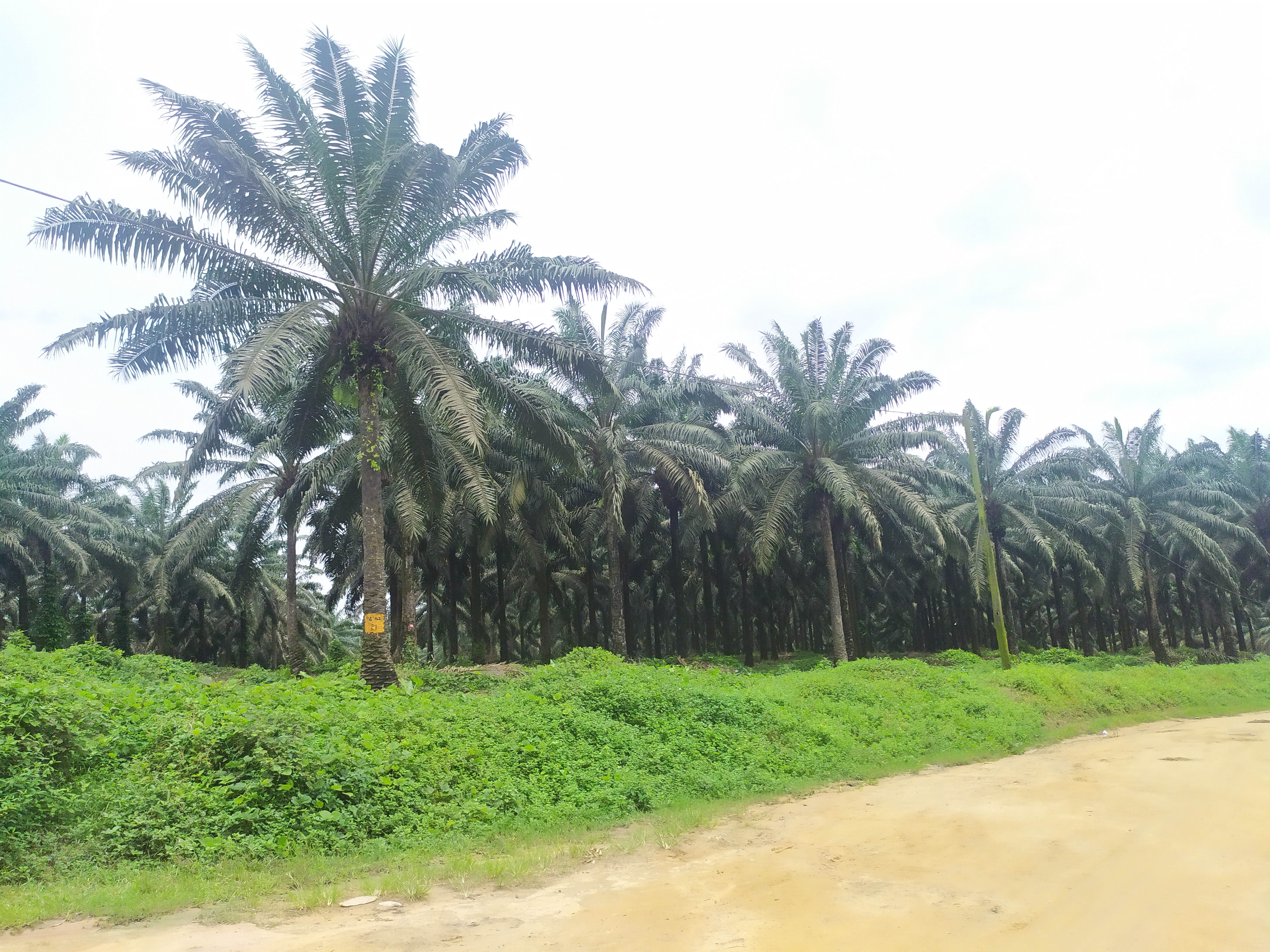
Plantation de palmiers à huile de la Socapalm
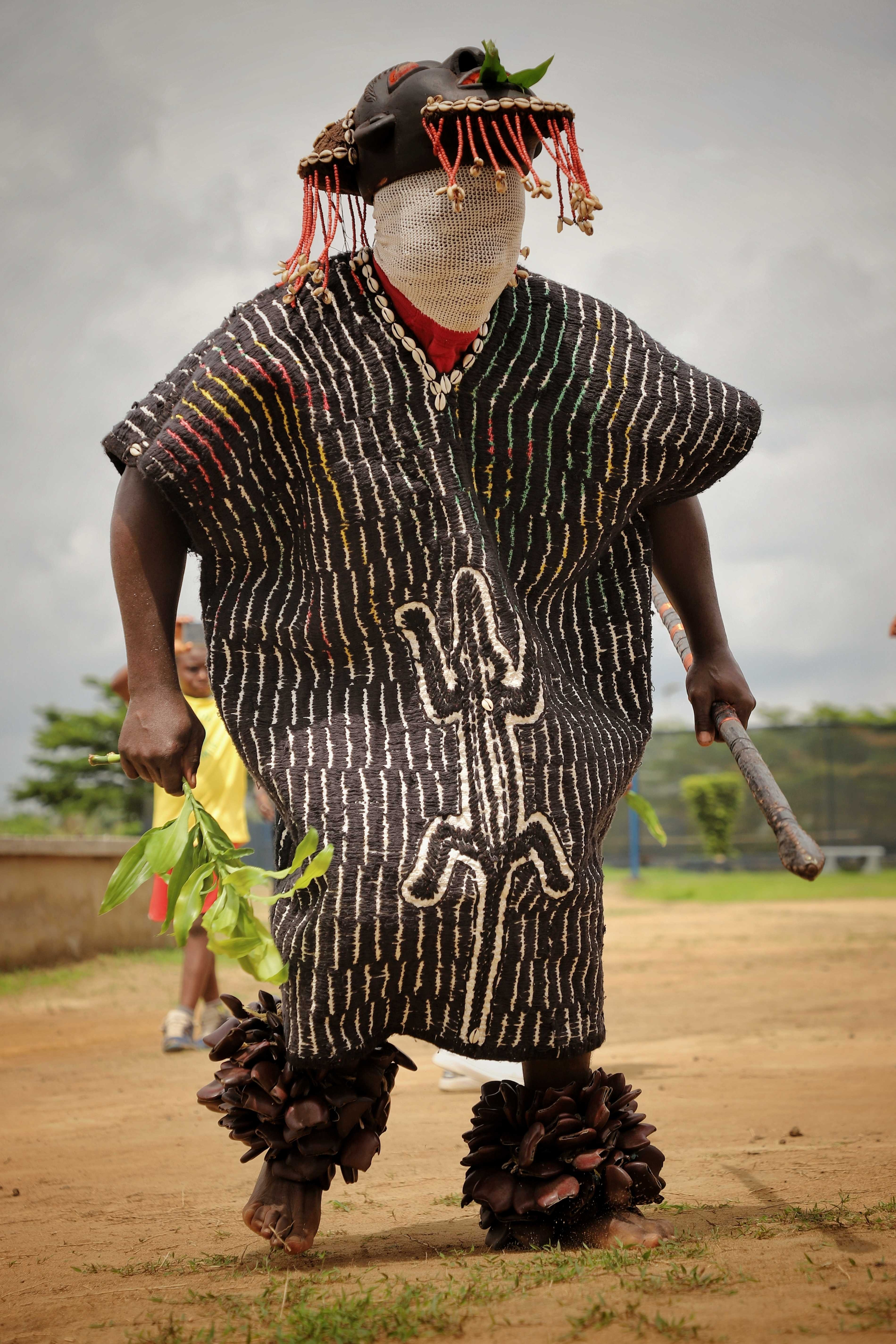
Danseur Banguem à Souza